# Landecker Tunnel
De Landecker Tunnel is een verkeerstunnel in Oostenrijk. De tunnel werd in 2000 na een drie jaar durende bouw geopend. De tunnel is 6955 meter lang en zorgt voor een oostelijke rondweg rondom Landeck.
De tunnel kent één tunnelbuis en dient ter ontlasting van de gemeenten Landeck en Zams. De tunnel loopt onder het Venetmassief door. De noordelijke toegang ligt ten oosten van Zams, de zuidelijke toegang ten zuidoosten van het dorpje Neuen Zoll in de gemeente Fließ. De tunnel verbindt de Reschenstraße (B180) met de Inntal Autobahn (A12). Voor gebruik van de tunnel is een tolvignet verplicht. 